# Krupice (gmina)
Krupice – dawna gmina wiejska istniejąca w latach 1952–1954 w woj. białostockim (dzisiejsze woj. podlaskie). Siedzibą gminy były Krupice.
Gmina została utworzona 1 lipca 1952 roku w woj. białostockim, w nowo powstałym powiecie siemiatyckim, z części gmin Drohiczyn i Siemiatycze. W dniu powołania gmina składała się z 10 gromad: Bujaki, Klekotowo, Klukowo, Krupice, Ogrodniki, Rogawka, Słochy Annopolskie, Sytki, Wólka Nadbużna, Zajęczniki.
Gmina została zniesiona 29 września 1954 roku wraz z reformą wprowadzającą gromady w miejsce gmin. Jednostki nie przywrócono 1 stycznia 1973 roku po reaktywowaniu gmin.